# 蒙青根
蒙青根是德国莱茵兰-普法尔茨州的一个市镇。总面积12.18平方公里，总人口1672人，其中男性866人，女性806人（2011年12月31日），人口密度137人/平方公里。